# Вест Хејвен (Јута)
Вест Хејвен (енгл. West Haven) град је у америчкој савезној држави Јута.

## Демографија
По попису из 2010. године број становника је 10.272, што је 6.296 (158,4%) становника више него 2000. године.
| Група             | 2000.         | 2010.         |
| Белци             | 3.675 (92,4%) | 8.855 (86,2%) |
| Афроамериканци    | 19 (0,5%)     | 101 (1,0%)    |
| Азијати           | 33 (0,8%)     | 131 (1,3%)    |
| Хиспаноамериканци | 193 (4,9%)    | 916 (8,9%)    |
| Укупно            | 3.976         | 10.272        |